# Ivan Skoropadsky
Ivan Skoropadsky (en ukrainien : Іван Ілліч Скоропадський) ou Pavel Leontievitch Paloubotok (en russe : Иван Ильич Скоропадский) ou en polonais : Iwan Skoropadski, né en 1646 dans la république des Deux Nations et mort le 1722, est un hetman Cosaques zaporogues de l'Ukraine de la rive gauche.

## Biographie
Il fut Hetman zaporoque de 1708 à 1722 commandant du régiment Starodub entre 1706 et 1708 et Aide-du-Camp général de 1701 à 1706.